# Kosmos 2513
Kosmos 2513, ruski vojni komunikacijski satelit iz programa Kosmos. Vrste je Garpun (br. 12).
Lansiran je 13. prosinca 2015. godine u 00:19 UT s kozmodroma Bajkonura (Tjuratama) s mjesta 81/24. Lansiran je u geostacionarnu transfernu orbitu oko planeta Zemlje raketom nosačem Protonom-M-Briz-M. Orbita je 402 km u perigeju i 35582 km u apogeju. Orbitne inklinacije je 48,58°. Spacetrackov kataloški broj je 41122. COSPARova oznaka je 2015-075-A. Zemlju obilazi u 631,02 minute. 
Služi kao vojni relej. Za napajanje je opremljen razmjestivim solarnim panelima i baterijama.
Razgonski blok Briz-M br. 88533 ostao je u srednjoj orbiti oko Zemlje, a torusni spremnik Briz-M DTB se iz geostacionarne transferne orbite vratio u atmosferu.

## Vanjske poveznice
- N2YO.com Search Satellite Database (engl.)
- Celes Trak SATCAT Format Documentation (engl.)
- Kunstman  Arhivirana inačica izvorne stranice od 12. kolovoza 2019. (Wayback Machine) Satellites in Orbit (engl.)